# Дискография Girls’ Generation
Дискография Girls’ Generation — дискография южнокорейской герл-группы Girls’ Generation. Включает в себя девять студийных альбомов из них три японских, 4 мини-альбома, 28 синглов и 43 музыкальных клипов.
SNSD дебютировали во второй половине 2007 года. По состоянию на осень 2012 года они выпустили 4 студийных альбома, 4 мини-альбома и 2 переизданных альбома. Также группа и отдельные участницы записывают саундтреки к корейским дорамам и приняли участие в создании двух зимних альбомов от SM TOWN, Winter SMTown — Only Love (2007) и Winter SMTown — The Warmest Gift (2011), вместе с другими артистами компании. Группа дебютировала с песней «Into the New World» (кор. 다시 만난 세계) в 2007 году. Они продали более 100 000 копий каждого из 6 альбомов, став первой женской группой в Южной Корее, добившейся такого результата за последние 6 лет.
Girls’ Generation дебютировали в Японии 10 сентября 2010 года с японской версией «Genie». Группа выпустила цифровой сингл «Gee», а также синглы «Mr. Taxi/Run Devil Run», «Paparazzi», «Oh!/All My Love Is For You» и свой дебютный японский альбом Girls’ Generation.

## Альбомы

### Студийные альбомы
| Название альбома                                                             | Детали | Наивысшие позиции в чартах | Наивысшие позиции в чартах | Наивысшие позиции в чартах | Наивысшие позиции в чартах | Наивысшие позиции в чартах | Наивысшие позиции в чартах | Наивысшие позиции в чартах | Наивысшие позиции в чартах | Продажи                                   | Сертификаты      |
| Название альбома                                                             | Детали | KOR                        | JPN                        | FRA                        | NZ Heat.                   | SPA                        | TW                         | US Heat.                   | US World                   | Продажи                                   | Сертификаты      |
| Корейские                                                                    | Корейские | Корейские                  | Корейские                  | Корейские                  | Корейские                  | Корейские                  | Корейские                  | Корейские                  | Корейские                  | Корейские                                 | Корейские        |
| ---------------------------------------------------------------------------- | --- | -------------------------- | -------------------------- | -------------------------- | -------------------------- | -------------------------- | -------------------------- | -------------------------- | -------------------------- | ----------------------------------------- | ---------------- |
| Girls' Generation                                                            | - Релиз: 1 ноября, 2007 - Переиздание (Baby Baby): 13 марта, 2008 - Лейбл: SM Entertainment - Формат: Cassette, CD, digital download                               | —                          | —                          | —                          | —                          | —                          | —                          | —                          | —                          | - KOR: 206,000                            |                  |
| Oh!                                                                          | - Релиз: 28 января, 2010 - Переиздание: (Run Devil Run): 22 марта, 2010 - Лейбл: SM Entertainment - Формат: CD, digital download                                   | 1                          | 54                         | —                          | —                          | —                          | 2                          | —                          | —                          | - KOR: 418,000 - JPN: 36,000              |                  |
| The Boys                                                                     | - Релиз: 19 октября, 2011 - Переиздание (Mr. Taxi): 9 декабря, 2011 - Лейбл: SM Entertainment, Interscope, Polydor, Universal Music - Формат: CD, digital download | 1                          | 2                          | 130                        | —                          | 64                         | 3                          | 17                         | 2                          | - KOR: 464,000 - JPN: 107,800 - US: 1,000 |                  |
| I Got a Boy                                                                  | - Релиз: 1 января, 2013 - Лейбл: SM Entertainment - Формат: CD, digital download                                                                                   | 1                          | 7                          | —                          | —                          | —                          | 3                          | 2                          | 1                          | - KOR: 308,000 - JPN: 54,000 - US: 3,000  |                  |
| Lion Heart                                                                   | - Релиз: 19 августа, 2015 - Лейбл: SM Entertainment - Формат: CD, digital download                                                                                 | 1                          | 11                         | —                          | —                          | —                          | 3                          | 7                          | 1                          | - KOR: 155,000 - JPN: 21,500 - US: 1,000  |                  |
| Holiday Night                                                                | - Релиз: 7 августа, 2017 - Лейбл: SM Entertainment - Формат: CD, digital download                                                                                  | 2                          | 16                         | —                          | 6                          | —                          | 1                          | 5                          | 1                          | - KOR: 168,000 - JPN: 11,000 - US: 2,000  |                  |
| Японские                                                                     | |                            |                            |                            |                            |                            |                            |                            |                            |                                           |                  |
| Girls' Generation                                                            | - Релиз: 1 июня, 2011 - Переиздание (The Boys): 28 декабря, 2011 - Лейбл: Nayutawave - Формат: CD, digital download                                                | —                          | 1                          | —                          | —                          | —                          | 1                          | —                          | —                          | - JPN: 871,000 - KOR: 12,000              | - RIAJ: Million  |
| Girls & Peace                                                                | - Релиз: 28 января, 2012 - Лейбл: Nayutawave, Universal Music - Формат: CD, digital download                                                                       | —                          | 3                          | —                          | —                          | —                          | 11                         | —                          | —                          | - JPN: 204,000 - KOR: 1,600               | - RIAJ: Platinum |
| Love & Peace                                                                 | - Релиз: 10 декабря, 2013 - Лейбл: Nayutawave, Universal Music - Формат: CD, digital download                                                                      | —                          | 1                          | —                          | —                          | —                          | —                          | —                          | —                          | - JPN: 171,000 - KOR: 1,700               | - RIAJ: Gold     |
| «—» denotes releases that did not chart or were not released in that region. | |                            |                            |                            |                            |                            |                            |                            |                            |                                           |                  |

### Мини-альбомы
| Название альбома                                             | Детали | наивысшие позиции в чартах | наивысшие позиции в чартах | наивысшие позиции в чартах | наивысшие позиции в чартах | наивысшие позиции в чартах | Продажи                                         | Сертификаты     |
| Название альбома                                             | Детали | KOR                        | JPN                        | US                         | US World                   | US Heat                    | Продажи                                         | Сертификаты     |
| Корейские                                                    | Корейские                                                                                                 | Корейские                  | Корейские                  | Корейские                  | Корейские                  | Корейские                  | Корейские                                       | Корейские       |
| ------------------------------------------------------------ | --- | -------------------------- | -------------------------- | -------------------------- | -------------------------- | -------------------------- | ----------------------------------------------- | --------------- |
| Gee                                                          | - Дата выхода: 7 января 2009 - Лейбл: SM Entertainment - Формат: CD, digital download                     | 1                          | —                          | —                          | —                          | —                          | - KOR: 200 000+                                 |                 |
| Tell Me Your Wish (Genie)                                    | - Дата выхода: 29 июня 2009 - Лейбл: SM Entertainment - Формат: CD, digital download                      | 1                          | —                          | —                          | —                          | —                          | - KOR: 200 000+                                 |                 |
| Hoot                                                         | - Дата выхода: 27 октября 2010 - Лейбл: SM Entertainment, Nayutawave - Формат: CD, digital download       | 1                          | 2                          | —                          | —                          | —                          | - KOR: 192,400 - JPN: 149,000                   | - RIAJ: Золотой |
| Twinkle                                                      | - 'Подгруппа: TaeTiSeo - Дата выхода: 2 мая 2012 - Лейбл: SM Entertainment - Формат: CD, digital download | 1                          | 6                          | 126                        | 1                          | 2                          | - KOR: 142 236+ - JPN: 26 111+ (Korean Edition) |                 |
| Mr.Mr                                                        | - Дата выхода: 24 февраля 2014 (KOR) - Лейбл: S.M. Entertainment, KT Music - Формат: CD, digital download | 1                          | 11                         | 4                          | 110                        | 3                          | - KOR: 158,119 - JPN: 17,810 - US: 3,000        |                 |
| «—» релиз не попал в чарты или не выпускался в этом регионе. | |                            |                            |                            |                            |                            |                                                 |                 |

### Концертные/видео альбомы
| Название                                                                                  | Год  | Детали | Наивысшая позиция в чартах |
| Название                                                                                  | Год  | Детали | JPN                        |
| ----------------------------------------------------------------------------------------- | ---- | --- | -------------------------- |
| Girls in Tokyo                                                                            | 2010 | - Релиз: 18 июня 2010 (JPN) - Язык: корейский - Лейбл: S.M. Entertainment, Universal Music Japan - Бонусное DVD к первому фотобуку Girls' Generation - Формат: DVD | —                          |
| New Beginning of Girls’ Generation                                                        | 2010 | - Релиз: 11 августа 2010 (JPN) - Язык: корейский - Лейбл: S.M. Entertainment, Universal Music Japan - Формат: DVD                                                  | 3                          |
| All About Girls’ Generation: Paradise in Phuket                                           | 2011 | - Релиз: 29 июня 2011 (KOR) - Язык: корейский, английский - Лейбл: S.M. Entertainment - Формат: DVD                                                                | 101                        |
| Girls’ Generation Asia Tour Into the New World#DVD\|The 1st Asia Tour: Into the New World | 2011 | - Релиз: 17 августа 2011 (KOR) - Язык: корейский - Лейбл: S.M. Entertainment - Формат: DVD                                                                         | 1                          |
| The First Japan Arena Tour                                                                | 2011 | - Релиз: 14 декабря 2011 (JPN) - Язык: японский - Лейбл: S.M. Entertainment, Universal Music Japan - Формат: DVD, Blu-ray                                          | 1                          |
| Girls’ Generation Complete Video Collection                                               | 2012 | - Релиз: 26 сентября 2012 (JPN) - Язык: корейский, японский, английский - Лейбл: S.M. Entertainment, Universal Music Japan - Формат: DVD, Blu-ray                  | 1                          |
| 2011 Girls’ Generation Tour                                                               | 2012 | - Релиз: 30 ноября 2012 (KOR) - Язык: корейский, английский - Лейбл: S.M. Entertainment - Формат: DVD                                                              | —                          |
| Girls & Peace: 2nd Japan Tour                                                             | 2013 | - релиз: 18 сентября 2013 - Язык: японский - Лейбл: S.M. Entertainment, Universal Music Japan - Формат: DVD, Blu-ray                                               | 1                          |
| «—» релиз не попал в чарты или не выпускался в этом регионе.                              |      | |                            |

### Альбомы ремиксов
| Название                                                     | Информация об альбоме                                                     | наивысшая позиция в чартах | наивысшая позиция в чартах | Продажи  | Сертификаты |
| Название                                                     | Информация об альбоме                                                     | KOR                        | JPN                        | Продажи  | Сертификаты |
| Японские                                                     | Японские                                                                  | Японские                   | Японские                   | Японские | Японские    |
| ------------------------------------------------------------ | ------------------------------------------------------------------------- | -------------------------- | -------------------------- | -------- | ----------- |
| Best Selection Non Stop Mix                                  | - Релиз: 20 марта 2013 - Лейбл: Nayutawave - Формат: CD, digital download | —                          | 6                          | 24 600   |             |
| «—» релиз не попал в чарты или не выпускался в этом регионе. |                                                                           |                            |                            |          |             |

### Сборники хитов
| Название                                                     | Информация об альбоме                                                                           | Наивысшая позиция в чарте | Продажи  |
| Название                                                     | Информация об альбоме                                                                           | JPN                       | Продажи  |
| Японские                                                     | Японские                                                                                        | Японские                  | Японские |
| ------------------------------------------------------------ | ----------------------------------------------------------------------------------------------- | ------------------------- | -------- |
| Best of Girls’ Generation                                    | - Дата выхода: 26 июля 2014 год (JPN) - Лейбл: EMI Records Japan - Формат: CD, digital download |                           | - JPN:   |
| «—» релиз не попал в чарты или не выпускался в этом регионе. |                                                                                                 |                           |          |

## Синглы
| Название                                                                     | Год       | Наивысшие позиции в чартах | Наивысшие позиции в чартах | Наивысшие позиции в чартах | Наивысшие позиции в чартах | Наивысшие позиции в чартах | Наивысшие позиции в чартах | Наивысшие позиции в чартах | Продажи                      | Сертификация | Альбом                    |
| Название                                                                     | Год       | KOR                        | KOR                        | JPN                        | JPN                        | JPN                        | TW                         | US World                   | Продажи                      | Сертификация | Альбом                    |
| Название                                                                     | Год       | Gaon                       | Hot                        | Oricon                     | Hot                        | RIAJ                       | TW                         | US World                   | Продажи                      | Сертификация | Альбом                    |
| Корейские                                                                    | Корейские | Корейские                  | Корейские                  | Корейские                  | Корейские                  | Корейские                  | Корейские                  | Корейские                  | Корейские                    | Корейские | Корейские                 |
| ---------------------------------------------------------------------------- | --------- | -------------------------- | -------------------------- | -------------------------- | -------------------------- | -------------------------- | -------------------------- | -------------------------- | ---------------------------- | --- | ------------------------- |
| «Into the New World»                                                         | 2007      | —                          | —                          | —                          | —                          | —                          | —                          | —                          | - KOR: 44,800                | н/д | Girls' Generation (2007)  |
| «Girls' Generation»                                                          | 2007      | —                          | —                          | —                          | —                          | —                          | —                          | —                          |                              | н/д | Girls' Generation (2007)  |
| «Kissing You»                                                                | 2008      | —                          | —                          | —                          | —                          | —                          | —                          | —                          |                              | н/д | Girls' Generation (2007)  |
| «Baby Baby»                                                                  | 2008      | —                          | —                          | —                          | —                          | —                          | —                          | —                          |                              | н/д | Girls' Generation (2007)  |
| «Gee»                                                                        | 2009      | —                          | —                          | —                          | —                          | —                          | —                          | —                          |                              | н/д | Gee                       |
| «Tell Me Your Wish (Genie)»                                                  | 2009      | —                          | —                          | —                          | —                          | —                          | —                          | —                          |                              | н/д | Tell Me Your Wish (Genie) |
| «Oh!»                                                                        | 2010      | 1                          | —                          | —                          | —                          | —                          | —                          | —                          | - KOR: 3,317,000             | н/д | Oh!                       |
| «Run Devil Run»                                                              | 2010      | 1                          | —                          | —                          | —                          | —                          | —                          | —                          | - KOR: 2,172,000             | н/д | Run Devil Run             |
| «Hoot»                                                                       | 2010      | 1                          | —                          | —                          | —                          | —                          | —                          | —                          | - KOR: 2,138,000             | н/д | Hoot                      |
| «The Boys»                                                                   | 2011      | 1                          | 1                          | —                          | 12                         | —                          | —                          | —                          | - KOR: 3,623,000             | н/д | The Boys                  |
| «Mr.Taxi» (Korean version)                                                   | 2011      | 9                          | —                          | —                          | —                          | —                          | —                          | —                          | - KOR: 1,534,000             | н/д | The Boys                  |
| «Dancing Queen»                                                              | 2012      | 1                          | 2                          | —                          | —                          | —                          | —                          | 5                          | - KOR: 1,025,000             | н/д | I Got a Boy               |
| «I Got a Boy»                                                                | 2013      | 1                          | 1                          | —                          | 98                         | —                          | —                          | 3                          | - KOR: 1,355,000             | н/д | I Got a Boy               |
| «Mr.Mr.»                                                                     | 2014      | 1                          | 3                          | —                          | —                          | —                          | —                          | 4                          | - KOR: 910,000               | н/д | Mr.Mr.                    |
| «Catch Me If You Can»                                                        | 2015      | 19                         | —                          | —                          | —                          | —                          | —                          | 2                          | - KOR: 135,000               | н/д | Non-album single          |
| «Party»                                                                      | 2015      | 1                          | —                          | —                          | 10                         | —                          | —                          | 4                          | - KOR: 844,000               | н/д | Lion Heart                |
| «Lion Heart»                                                                 | 2015      | 4                          | —                          | —                          | 49                         | —                          | —                          | 3                          | - KOR: 912,000               | н/д | Lion Heart                |
| «You Think»                                                                  | 2015      | 30                         | —                          | —                          | —                          | —                          | —                          | 3                          | - KOR: 112,000               | н/д | Lion Heart                |
| «Sailing (0805)»                                                             | 2016      | 13                         | —                          | —                          | —                          | —                          | —                          | 6                          | - KOR: 171,000               | н/д | S.M. Station Season 1     |
| «All Night»                                                                  | 2017      | 32                         | 79                         | —                          | —                          | —                          | —                          | 5                          | - KOR: 150,000               | н/д | Holiday Night             |
| «Holiday»                                                                    | 2017      | 12                         | 16                         | —                          | 32                         | —                          | —                          | 6                          | - KOR: 385,000               | н/д | Holiday Night             |
| Японские                                                                     |           |                            |                            |                            |                            |                            |                            |                            |                              | |                           |
| «Genie»                                                                      | 2010      | 2                          | —                          | 4                          | 4                          | 8                          | —                          | —                          | - JPN: 151,000 - KOR: 12,000 | - RIAJ: Золото - Платина (Chaku-Uta full) - Platinum (PC downloads)                                                     | Girls' Generation (2011)  |
| «Gee»                                                                        | 2010      | 3                          | —                          | 2                          | 2                          | 1                          | —                          | —                          | - JPN: 206,000 - KOR: 11,000 | - RIAJ: Золото - Миллион (single track) - 3× Платина (Chaku-Uta full) - 2× Платина (Chaku-Uta) - Платина (PC downloads) | Girls' Generation (2011)  |
| «Mr. Taxi»                                                                   | 2011      | 1                          | —                          | 2                          | 1                          | 5                          | 3                          | 12                         | - JPN: 174,000 - KOR: 13,000 | - RIAJ: Золото - Миллион (single track) - 2× Платина (Chaku-Uta full) - 2× Платина (Chaku-Uta) - Платина (PC downloads) | Girls' Generation (2011)  |
| «Run Devil Run»                                                              | 2011      | 1                          | —                          | 2                          | 19                         | 4                          | 3                          | —                          | - JPN: 174,000 - KOR: 13,000 | - RIAJ: Золото (Chaku-Uta full)                                                                                         | Girls' Generation (2011)  |
| «Paparazzi»                                                                  | 2012      | 1                          | —                          | 2                          | 1                          | 2                          | —                          | 20                         | - JPN: 136,000 - KOR: 15,000 | - RIAJ: Золото - Золото (PC downloads)                                                                                  | Girls & Peace             |
| «Oh!»                                                                        | 2012      | —                          | —                          | 1                          | 1                          | *                          | —                          | —                          | - JPN: 85,000                | - RIAJ: Золото - Золото(single track)                                                                                   | Girls & Peace             |
| «Flower Power»                                                               | 2012      | —                          | —                          | 5                          | 6                          | *                          | —                          | —                          |                              | | Girls & Peace             |
| «Love & Girls»                                                               | 2013      | 165                        | —                          | 4                          | 3                          | *                          | 15                         | —                          |                              | | Love & Peace              |
| «Galaxy Supernova»                                                           | 2013      | —                          | —                          | 3                          | 4                          | *                          | —                          | —                          | - JPN: 70,000                | - RIAJ: Gold (single track)                                                                                             | Love & Peace              |
| «Catch Me If You Can»                                                        | 2015      | —                          | —                          | 8                          | 9                          | *                          | 1                          | —                          |                              | | Non-album single          |
| Английские                                                                   |           |                            |                            |                            |                            |                            |                            |                            |                              | |                           |
| «The Boys»                                                                   | 2012      | 62                         | 85                         | —                          | —                          | —                          | —                          | —                          |                              | | The Boys                  |
| «—» denotes releases that did not chart or were not released in that region. |           |                            |                            |                            |                            |                            |                            |                            |                              | |                           |

## Различные песни, попавшие в чарты
| Корейские                                                    | Корейские                 | Корейские                  | Корейские                  |
| Год                                                          | Название                  | Наивысшие позиции в чартах | Альбом                     |
| Год                                                          | Название                  | KOR                        | Альбом                     |
| ------------------------------------------------------------ | ------------------------- | -------------------------- | -------------------------- |
| 2007                                                         | «Beginning»               | 31                         | Into the New World (сингл) |
| 2007                                                         | «Ooh La-La!»              | 28                         | Girls' Generation          |
| 2007                                                         | «Honey»                   | 21                         | Girls' Generation          |
| 2009                                                         | «Let’s Talk About Love»   | 39                         | Gee                        |
| 2009                                                         | «Dear Mom»                | 14                         | Gee                        |
| 2009                                                         | «Etude»                   | 4                          | Tell Me Your Wish (Genie)  |
| 2010                                                         | «Show! Show! Show!»       | 9                          | Oh!                        |
| 2010                                                         | «Star Star Star (별별별)» | 6                          | Oh!                        |
| 2010                                                         | «Echo»                    | 17                         | Oh!                        |
| 2010                                                         | «Mistake»                 | 40                         | Hoot                       |
| 2010                                                         | «My Best Friend»          | 24                         | Hoot                       |
| 2010                                                         | «Snowy Wish»              | 26                         | Hoot                       |
| 2011                                                         | «Telepathy»               | 26                         | The Boys                   |
| 2011                                                         | «Say Yes»                 | 37                         | The Boys                   |
| 2011                                                         | «Trick»                   | 24                         | The Boys                   |
| 2011                                                         | «How Great is Your Love»  | 31                         | The Boys                   |
| 2011                                                         | «Top Secret»              | 46                         | The Boys                   |
| 2011                                                         | «Vitamin»                 | 41                         | The Boys                   |
| 2012                                                         | «Baby Steps»              | 22                         | Twinkle                    |
| 2012                                                         | «OMG»                     | 44                         | Twinkle                    |
| 2012                                                         | «Library»                 | 75                         | Twinkle                    |
| 2012                                                         | «Goodbye, Hello»          | 59                         | Twinkle                    |
| 2012                                                         | «Love Sick»               | 58                         | Twinkle                    |
| 2012                                                         | «Checkmate»               | 89                         | Twinkle                    |
| 2013                                                         | «Express 999»             | 19                         | I Got a Boy                |
| 2013                                                         | «Baby Maybe»              | 21                         | I Got a Boy                |
| 2013                                                         | «Talk Talk»               | 28                         | I Got a Boy                |
| 2013                                                         | «Lost In Love»            | 30                         | I Got a Boy                |
| 2013                                                         | «Promise»                 | 31                         | I Got a Boy                |
| 2013                                                         | «Romantic St.»            | 38                         | I Got a Boy                |
| 2013                                                         | «Look At Me»              | 41                         | I Got a Boy                |
| 2013                                                         | «XYZ»                     | 42                         | I Got a Boy                |
| 2014                                                         | «Goodbye»                 | 10                         | Mr.Mr.                     |
| 2014                                                         | «Wait A Minute»           | 18                         | Mr.Mr.                     |
| 2014                                                         | «Back Hug»                | 24                         | Mr.Mr.                     |
| 2014                                                         | «Europa»                  | 25                         | Mr.Mr.                     |
| 2014                                                         | «Soul»                    | 33                         | Mr.Mr.                     |
| Японские                                                     |                           |                            |                            |
| 2011                                                         | «Bad Girl»                | 145                        | Girls’ Generation (2011)   |
| 2011                                                         | «Let it Rain»             | 62                         | Girls’ Generation (2011)   |
| 2011                                                         | «Time Machine»            | —                          | Girls’ Generation (2011)   |
| 2011                                                         | «Linguafranc»             | 59                         | Love & Peace               |
| 2011                                                         | «Gossip Girls»            | 41                         | Love & Peace               |
| 2011                                                         | «Everyday Love»           | 45                         | Love & Peace               |
| 2011                                                         | «Lips»                    | 46                         | Love & Peace               |
| 2011                                                         | «Motorcycle»              | 48                         | Love & Peace               |
| 2011                                                         | «Flyers»                  | 49                         | Love & Peace               |
| 2011                                                         | «Karma Butterfly»         | 52                         | Love & Peace               |
| 2011                                                         | «Beep Beep»               | 90                         | Love & Peace               |
| 2011                                                         | «Do the Catwalk»          | 56                         | Love & Peace               |
| «—» релиз не попал в чарты или не выпускался в этом регионе. |                           |                            |                            |

## Совместная работа с другими артистами
| Год  | Информация                                                                                | Песня                                                              | Артист                                        |
| ---- | ----------------------------------------------------------------------------------------- | ------------------------------------------------------------------ | --------------------------------------------- |
| 2007 | 2007 Winter SMTown - Only Love - Дата выхода: 7 декабря, 2007                             | Track 1. «Only Love» — 04:31                                       | SM Town                                       |
| 2007 | 2007 Winter SMTown - Only Love - Дата выхода: 7 декабря, 2007                             | Track 7. «Love Melody» — 03:35                                     | Girls’ Generation                             |
| 2008 | Yoon Sang Song Book: Play with Him - Дата выхода: 2 декабря, 2008                         | Track 3. «Lallalla» (кор. "랄랄라") — 03:59                        | Girls' Generation & Yoon Sang                 |
| 2008 | Roommate: Emotional Band Aid - Дата выхода: -                                             | Track 6. «Oppa Nappa» (кор. "오빠 나빠")                           | Джессика, Сохен и Тиффани                     |
| 2009 | JjaRaJaJja - Дата выхода: 17 февраля, 2009                                                | «JjaRaJaJja» (кор. "짜라자짜") — 02:57                             | Joo Hyun-mi и Сохен совместно с Davichi       |
| 2009 | Blue Note — Dropping the Tears - Дата выхода: 31 марта, 2009                              | Track 4. «A Girl, Meets Love» (кор. "소녀, 사랑을 만나다") — 03:49 | Тиффани и K.Will                              |
| 2009 | Infinite Challenge 2nd Album Olympic Daero Duet Song Contest - Дата выхода: 13 июля, 2009 | Track 5. «Naengmyun» (кор. "냉면") — 03:38                         | MyungCa Drive Джессика и Пак Мёнсу            |
| 2011 | Keep Your Head Down - Дата выхода: 12 января, 2011                                        | Track 11. «Journey» — 04:25                                        | TVXQ с Сохен                                  |
| 2011 | 2011 Winter SMTown – The Warmest Gift - Дата выхода: 13 декабря, 2011                     | Track 5. «Diamond» — 03:16                                         | Girls’ Generation                             |
| 2012 | MIRYO aka JOHONEY - Дата выхода: 1 февраля, 2012                                          | Track 3. «I Love You, I Love You» (кор. "사랑해 사랑해") — 04:10   | Miryo с Санни                                 |
| 2012 | PYL Younique Vol 1 - Дата выхода: 18 октября, 2012                                        | Track 2. «My Lifestyle» — 3:05                                     | Джессика                                      |
| 2012 | PYL Younique Vol 1 - Дата выхода: 18 октября, 2012                                        | Track 3. «MaxStep» — 3:47                                          | Хёён с Ынхеком, Тэмином, Генри, Каем, Луханом |

## Саундтреки
| Год  | Название | Песня                                                               | Исполнители                                 |
| ---- | --- | ------------------------------------------------------------------- | ------------------------------------------- |
| 2007 | SBS Thirty Thousand Miles in Search of My Son - Дата выхода: 23 ноября 2007                                 | Track 1. «Touch the Sky» — 03:45                                    | Тхэён, Джессика, Сохен, Санни и Тиффани     |
| 2008 | KBS Hong Gil Dong - Дата выхода: 22 января 2008                                                             | Track 2. «If» (кор. "만약에") — 04:25                               | Тхэён                                       |
| 2008 | KBS Hong Gil Dong - Дата выхода: 22 января 2008                                                             | Track 5. «The Little Boat» (кор. "작은 배") — 03:27                 | Тхэён, Джессика, Сохен, Санни и Тиффани     |
| 2008 | Nexon game Mabinogi - Дата выхода: 1 августа 2008                                                           | «Mabinogi (It’s Fantastic!)» (кор. "마비노기") — 03:43              | Джессика, Сохен и Тиффани                   |
| 2008 | SBS Working Mom - Дата выхода: 8 августа 2008                                                               | Track 1. «For Sure» (кор. "꼭!") — 03:24                            | Юри и Суён                                  |
| 2008 | SBS Working Mom - Дата выхода: 8 августа 2008                                                               | Track 2. «You Don’t Know About Love» (кор. "사랑을 몰라요") — 03:33 | Санни                                       |
| 2008 | MBC Beethoven Virus - Дата выхода: 17 сентября 2008                                                         | Track 7. «Can You Hear Me» (кор. "들리나요") — 04:00                | Тхэён                                       |
| 2008 | MBC Beethoven Virus - Дата выхода: 17 сентября 2008                                                         | Track 13. «Day by Day» (кор. "사랑은 선율을 타고") — 03:53          | Тхэён, Джессика, Сохен, Санни и Тиффани     |
| 2008 | IPTV Story of Wine - Дата выхода: 15 ноября 2008                                                            | Track 2. «Finally Now» (кор. "이제서야") — 04:11                    | Санни                                       |
| 2009 | SBS Ja Myung Go - Дата выхода: 26 марта 2009                                                                | «By Myself» (кор. "나 혼자서") — 04:14                              | Тиффани                                     |
| 2009 | MBC Heading To The Ground - Дата выхода: 16 сентября 2009                                                   | «It’s Love» (кор. "사랑인걸요"). — 4:22                             | Тхэён и Санни                               |
| 2009 | MBC Heading To The Ground - Дата выхода: 16 сентября 2009                                                   | «Motion» — 4:06                                                     | Тхэён, Джессика, Сохен, Санни и Тиффани     |
| 2010 | SBS Oh My Lady! - Дата выхода: 22 марта 2010                                                                | «Your Doll» (кор. "그대 인형") — 3:49                               | Санни                                       |
| 2010 | MBC Kim Soo Ro - Дата выхода: 25 июня 2010                                                                  | «It’s Okay Even If It Hurts» (кор. "아파도 괜찮아요") — 4:37        | Сохен                                       |
| 2010 | SBS My Friend, Haechi + \| - Дата выхода: 25 июня 2010                                                      | «My Friend, Haechi» — 3:26                                          | Тхэён, Джессика, Сохен, Санни и Тиффани     |
| 2010 | Haru - Дата выхода: 23 сентября 2010                                                                        | «Ring» (кор. "반지") — 3:38                                         | Тиффани                                     |
| 2010 | SBS Athena: Goddess of War - Дата выхода: 10 декабря 2010                                                   | «I Love You» (кор. "사랑해요") — 3:23                               | Тхэён                                       |
| 2011 | SBS Paradise Ranch - Дата выхода: 26 января 2011                                                            | «Journey» — 4:25                                                    | TVXQ (совместно с Сохен)                    |
| 2011 | KBS Romance Town - Дата выхода: 18 мая, 2011                                                                | «Because Tears Are Overflowing» (кор. "눈물이 넘쳐서") — 4:46       | Джессика                                    |
| 2012 | KBS Wild Romance - Дата выхода: 19 января 2012                                                              | «What To Do» (кор. "어쩜") — 3:54                                   | Джессика совместно с Kim Jin Pyo            |
| 2012 | MBC The King 2 Hearts - Дата выхода: 28 марта 2012                                                          | «Missing You Like Crazy» (кор. "미치게 보고싶은") — 3:36            | Тхэён                                       |
| 2012 | KBS2 Love Rain - Дата выхода: 10 апреля 2012                                                                | «Because It’s You» (кор. "그대니까요") — 3:23                       | Тиффани                                     |
| 2012 | SBS Fashion King - Дата выхода: 16 апреля 2012                                                              | «I’ll Be Waiting» (кор. "기다릴게요") — 4:47                        | Сохен                                       |
| 2012 | I AM. - Дата выхода: 24 апреля 2012                                                                         | «Dear My Family» — 5:25                                             | Girls’ Generation совместно с SM Town       |
| 2012 | SBS To The Beautiful You - Дата выхода: 15 августа, 2012 22 августа, 2012 29 августа, 2012 5 сентября, 2012 | «Butterfly» — 3:01                                                  | Джессика совместно с Кристал из F(x)        |
| 2012 | SBS To The Beautiful You - Дата выхода: 15 августа, 2012 22 августа, 2012 29 августа, 2012 5 сентября, 2012 | «It’s Me» (кор. "나야") — 3:42                                      | Санни совместно с Луной из F(x)             |
| 2012 | SBS To The Beautiful You - Дата выхода: 15 августа, 2012 22 августа, 2012 29 августа, 2012 5 сентября, 2012 | «Beautiful You» (кор. "아름다운 그대에게") — 4:01                   | Тиффани совместно с Кюхеном из Super Junior |
| 2012 | SBS To The Beautiful You - Дата выхода: 15 августа, 2012 22 августа, 2012 29 августа, 2012 5 сентября, 2012 | «Closer» (кор. "가까이") — 4:02                                     | Тхэён                                       |
| 2012 | KBS King’s Dream - Дата выхода: 7 сентября 2012                                                             | «Heart Road» (кор. "마음길") — 04:19                                | Джессика                                    |
| 2013 | Make Your Move - Дата выхода: апрель 2014                                                                   | «Cheap Creeper» -                                                   | Girls’ Generation                           |
| 2013 | Make Your Move - Дата выхода: апрель 2014                                                                   | «Say Yes» -                                                         | Джессика, Кристал из F(x) и Крис из Exo     |

## Видеоклипы
| Год  | Песня                        | Описание |
| ---- | ---------------------------- | --- |
| 2007 | «Into the New World»         | Дебют |
| 2007 | «Girls’ Generation»          | Показан в 76-м эпизоде дорамы You Are My Destiny. С участием Юны                                                                      |
| 2008 | «Manyage»                    | Главный саундтрек к дораме Hong Gil Dong. Участницы не присутствуют в видеоклипе                                                      |
| 2008 | «Kissing You»                | С участием Донхе из группы Super Junior                                                                                               |
| 2008 | «Baby Baby»                  | Клип создан из разных видео |
| 2008 | «Love Hate»                  | Только Jessica, Tiffany и Seohyun |
| 2008 | «Haptic Motion»              | Рекламный ролик совместно с TVXQ для Samsung Anycall’s Haptic                                                                         |
| 2008 | «Mabinogi (It’s Fantastic!)» | Рекламный ролик для онлайновой видеоигры Mabinogi от Nexon. С Tiffany в главной роли                                                  |
| 2008 | «Deullinayo…»                | Саундтрек к дораме Beethoven Virus |
| 2008 | «Ijeseoya»                   | Участницы не присутствует в видеоклипе. Саундтрек к дораме Story of Wine                                                              |
| 2009 | «Gee»                        | При участии Минхо из группы Shinee |
| 2009 | «Way to Go!»                 | Склеен из кадров клипа «Gee» |
| 2009 | «JjaRaJaJja»                 | Дует Сохён и Joo Hyun Mi в стиле трот                                                                                                 |
| 2009 | «HaHaHa» Version 1           | Рекламная кампания. |
| 2009 | «HaHaHa» Version 2           | Снимался в аэропорту Incheon |
| 2009 | «Tell Me Your Wish (Genie)»  | |
| 2009 | «Chocolate Love»             | Рекламный ролик для LG Cyon’s Chocolate                                                                                               |
| 2009 | «S.E.O.U.L.»                 | Рекламный ролик для гор. Сеул. Участвовали Тхэён, Джессика, Сохён, Санни и Суён, а также некоторые участники группы Super Junior      |
| 2010 | «Forever»                    | Участницы не присутствуют в видеоклипе. Саундтрек к дораме Pasta                                                                      |
| 2010 | «Oh!»                        | |
| 2010 | «Run Devil Run»              | Выпущен в 3D |
| 2010 | «LaLaLa»                     | |
| 2010 | «Cooky»                      | Рекламный ролик для LG Cyon |
| 2010 | «Cabi Song»                  | При участии Сохён, Юны и Юри, совместно с участниками группы 2PM, для рекламы аквапарков Caribbean Bay. Тхэён и Джессика в роли камео |
| 2010 | «My Friend Haechi»           | Opening of My Friend, Haechi |
| 2010 | «Genie»                      | Дебют в Японии. Выпущен в 3D |
| 2010 | «Gee»                        | Второй японский клип. Выпущен в 3D |
| 2010 | «Genie (Samsung Version)»    | Выпущен для Samsung PAVV LED TV в 3D                                                                                                  |
| 2010 | «Hoot»                       | При участии Шивона из Super Junior |
| 2010 | «Snowy Wish»                 | Выпущен совместно SM Entertainment и Daum. Клип склеен из различных фото и видео                                                      |
| 2011 | «Beautiful Girls»            | Feat. Yoo Young Jin |
| 2011 | «Visual Dreams»              | Специально для Intel Asia |
| 2011 | «Run Devil Run»              | Третий японский клип |
| 2011 | «Mr. Taxi»                   | Четвёртый японский клип. Выпущены обычная и танцевальная версии клипа                                                                 |
| 2011 | «Echo»                       | Выпущено вместе с DVD коллекцией Paradise in Phuket                                                                                   |
| 2011 | «Run Devil Run (3D Version)» | Выпущено вместе с DVD-коллекцией Paradise in Phuket. Выпущен в 3D                                                                     |
| 2011 | «Bad Girl»                   | Пятый японский клип |
| 2011 | «The Boys»                   | Вышла на корейском и английском языках                                                                                                |
| 2011 | «Mr. Taxi»                   | Live видео с выступления «MR. TAXI» (кор. версия) на Girls’ Generation Tour                                                           |
| 2012 | «Time Machine»               | Шестой японский клип |
| 2012 | «Twinkle»                    | Первое видео подгруппы TaeTiSeo |
| 2012 | «Paparazzi»                  | Седьмой японский клип |
| 2012 | «OMG (Oh My God)»            | Второе видео подгруппы TaeTiSeo |
| 2012 | «All My Love Is for You»     | Восьмой японский клип |
| 2012 | «Oh!»                        | Девятый японский клип |
| 2012 | «Flower Power»               | Десятый японский клип |
| 2012 | «Dancing Queen»              | Снят в 2008 году. Выпущен до выхода 4 альбома.                                                                                        |
| 2013 | «I Got a Boy»                | |
| 2013 | «Beep Beep»                  | Одиннадцатый японский клип |
| 2013 | «Love & Girls»               | Двенадцатый японский клип |
| 2013 | «Galaxy Supernova»           | Тринадцатый японский клип |
| 2013 | «My Oh My»                   | Четырнадцатый японский клип |
| 2014 | «Mr. Mr.»                    | |

### Комментарии
1. ↑  Prior to the Gaon Music Chart, which launched in 2010, the Music Industry Association of Korea (MIAK) compiled sales figures for music releases until 2008.[13] The album Girls' Generation, which was released in 2007, peaked at number one on the monthly MIAK chart for March 2008.[14]
2. ↑  South Korean sales figures for Oh! (235,877 copies) and its reissue Run Devil Run (182,295 copies) as of January 2016[18]
3. ↑  Japanese sales figures for Oh! (9,318 copies) and its reissue Run Devil Run (26,751 copies) as of December 2016[19]
4. ↑  The international version of The Boys featuring the English-language version of the single "The Boys" peaked at number 26 on the Oricon chart on April 9, 2012.[21]
5. ↑  Lion Heart was released digitally worldwide on August 19, 2015.[27] Another version titled You Think was released physically on August 21.[28]
6. ↑  Позиции чарта Billboard World Digital Songs за пределами трех верхних позиций отображаются только при подписке на Billboard.com/biz.
7. ↑  Sales figures for Chaku-Uta full (cellphone downloads), Chaku-Uta (ringtones) and regular digital downloads were compiled by the RIAJ Digital Track Chart until July 27, 2012.
8. ↑  Physical sales figures for "Into the New World", combined by the MIAK in 2007[61] and 2008,[62] and the Gaon Chart after 2010.[63]
9. ↑  Cumulative sales figures for "The Boys" in 2011[70] and 2012.[71]
10. ↑  Cumulative sales figures for "Dancing Queen" in 2012[73] and 2013[74]
11. ↑  "Party" also sold 76,400 physical copies in 2015.[78]
12. ↑  "Love & Girls" charted at number 7 on the Gaon International Digital Chart.[86]
13. ↑  "Galaxy Supernova" charted at number 17 on the Gaon International Digital Chart.[87]